# Kolahoigletscher
Der Kolahoigletscher befindet sich im Westhimalaya im indischen Unionsterritorium Jammu und Kashmir.

## Lage
Der 5 km lange Hängegletscher liegt im Norden des Distrikts Anantnag. Die beiden Arme des Kolahoigletschers strömen entlang der West- und Ostflanke des 5425 m hohen Kolahoi in nördlicher Richtung. Der Gletscher liegt in Höhen zwischen 4500 m und 3600 m. Die Gletscherfläche beträgt etwa 4,5 km². Der Kolahoigletscher speist den Lidder, einen rechten Nebenfluss des Jhelam.